# Aziz Mashaan
Abdulaziz Ahmad Al Masha'an Al Enezi (19 de outubro de 1988) é um futebolista profissional kuwaitiano que atua como meia.

## Carreira
Abdulaziz Al Masha'an representou a Seleção Kuwaitiana de Futebol na Copa da Ásia de 2015.